# Кур
Кур (нім. Chur) — місто у Швейцарії, адміністративний центр кантону Граубюнден і регіону Плессур.

## Географія
Місто розташоване на відстані близько 160 км на схід від Берна.
Кур має площу 54,2 км², з яких на 15 % дозволяється будівництво (житлове та будівництво доріг), 22,1 % використовуються в сільськогосподарських цілях, 54,7 % зайнято лісами, 8,2 % не є продуктивними (річки, льодовики або гори).

## Демографія
2019 року в місті мешкало 37 082 особи (+5,2 % порівняно з 2010 роком), іноземців було 20,3 %. Густота населення становила 684 осіб/км².
За віковим діапазоном населення розподілялося таким чином: 16,2 % — особи молодші 20 років, 62,4 % — особи у віці 20—64 років, 21,3 % — особи у віці 65 років та старші. Було 18364 помешкань (у середньому 2 особи в помешканні).
Із загальної кількості 33 020 працюючих 143 було зайнятих в первинному секторі, 4019 — в обробній промисловості, 28 858 — в галузі послуг.
| Рік                | Населення   | Швейцарці | % Розмовляють німецькою | % Розмовляють італійською | % Розмовляють романшською | % Протестанти | % Римо-Католики |
| ------------------ | ----------- | --------- | ----------------------- | ------------------------- | ------------------------- | ------------- | --------------- |
| 13 століття        | 1,000-1,500 |           |                         |                           |                           |               |                 |
| Кінець 15 століття | ca. 1,500   |           |                         |                           |                           |               |                 |
| 1780               | 2,331       |           |                         |                           |                           |               |                 |
| 1860               | 6,990       | 6,373     |                         |                           |                           | 60.8 %        | 39.1 %          |
| 1880a              | 8,753       | 7,866     | 86.6 %                  | 3.2 %                     | 11.3 %                    | 73.6 %        | 27.8 %          |
| 1888               | 9,259       | 8,094     | 84.2 %                  | 2.7 %                     | 12.5 %                    | 70.4 %        | 29.5 %          |
| 1900               | 11,532      | 9,687     | 80.5 %                  | 5.9 %                     | 12.7 %                    | 65.6 %        | 34.4 %          |
| 1910               | 14,639      | 12,042    | 79.4 %                  | 8.0 %                     | 11.6 %                    | 62.8 %        | 36.8 %          |
| 1930               | 15,574      | 13,685    | 83.0 %                  | 5.3 %                     | 10.8 %                    | 62.8 %        | 36.7 %          |
| 1950               | 19,382      | 17,852    | 83.2 %                  | 5.2 %                     | 10.2 %                    | 60.4 %        | 38.5 %          |
| 1970               | 31,193      | 26,332    | 75.6 %                  | 9.7 %                     | 10.6 %                    | 49.1 %        | 49.6 %          |
| 1990               | 32,868      | 27,259    | 78.2 %                  | 6.2 %                     | 6.9 %                     | 42.7 %        | 48.5 %          |
| 2000               | 32,989      | 27,061    | 81.0 %                  | 5.1 %                     | 5.4 %                     | 38.5 %        | 44.6 %          |

За переписом населення 2000 року найуживаніші мови: німецька 81,0 %, 5,4 % романшська, 5,1 % італійська. У 2002 році частка іноземців становила 17,6 %.

## Особистості
У місті народилися:
- Ганс Рудольф Ґігер (1940—2014) — швейцарський художник, представник біопанку та боді-горору в науковій фантастиці
- Роман Вітал (* 1975) — швейцарський режисер.

## Галерея

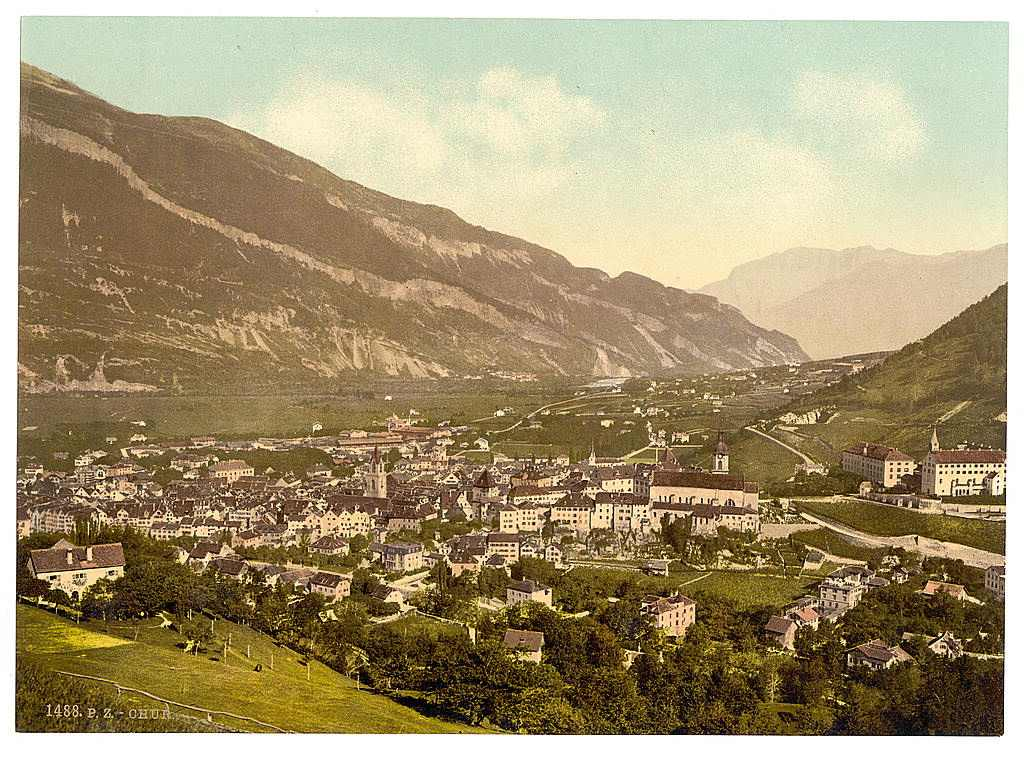
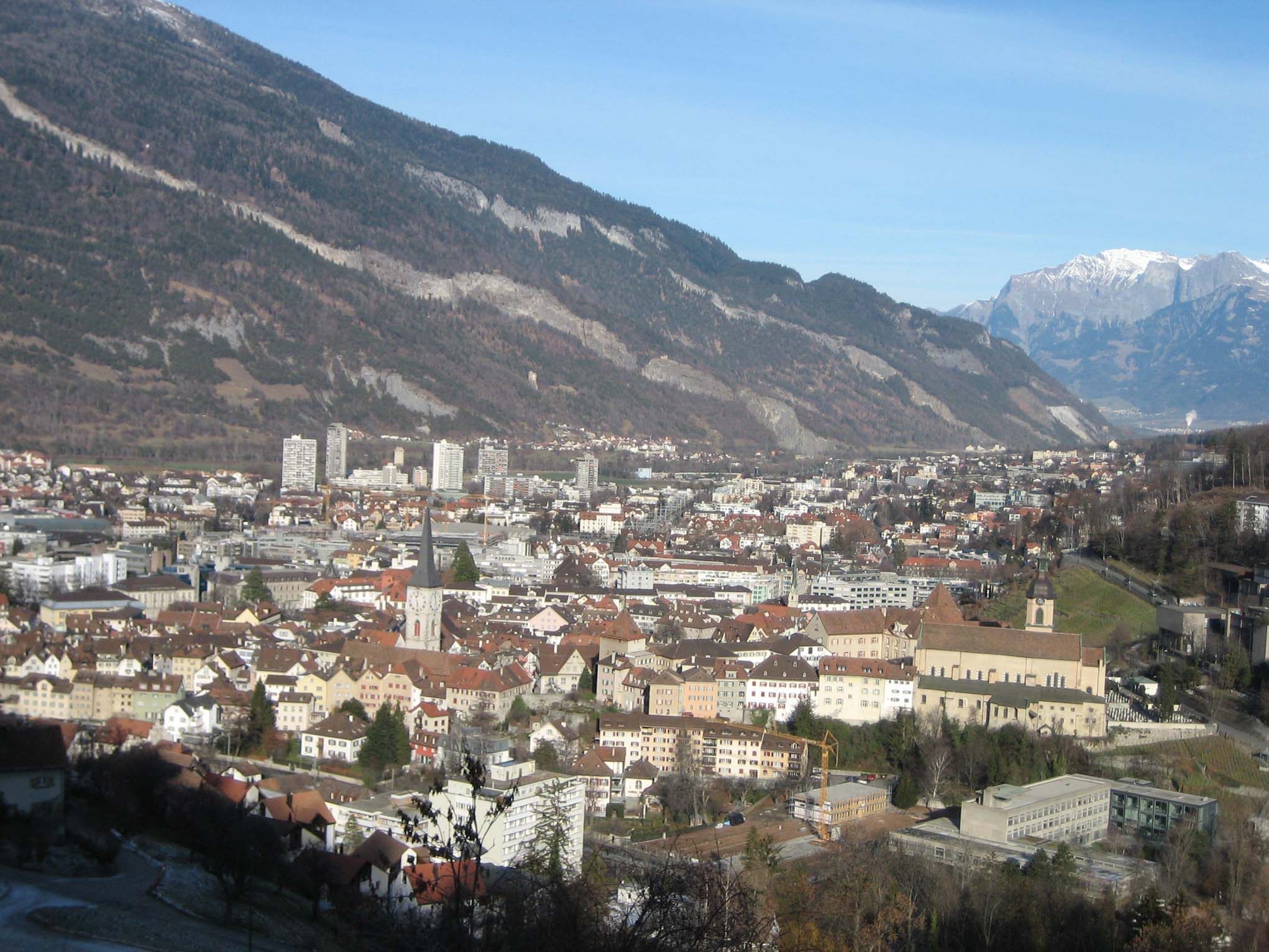
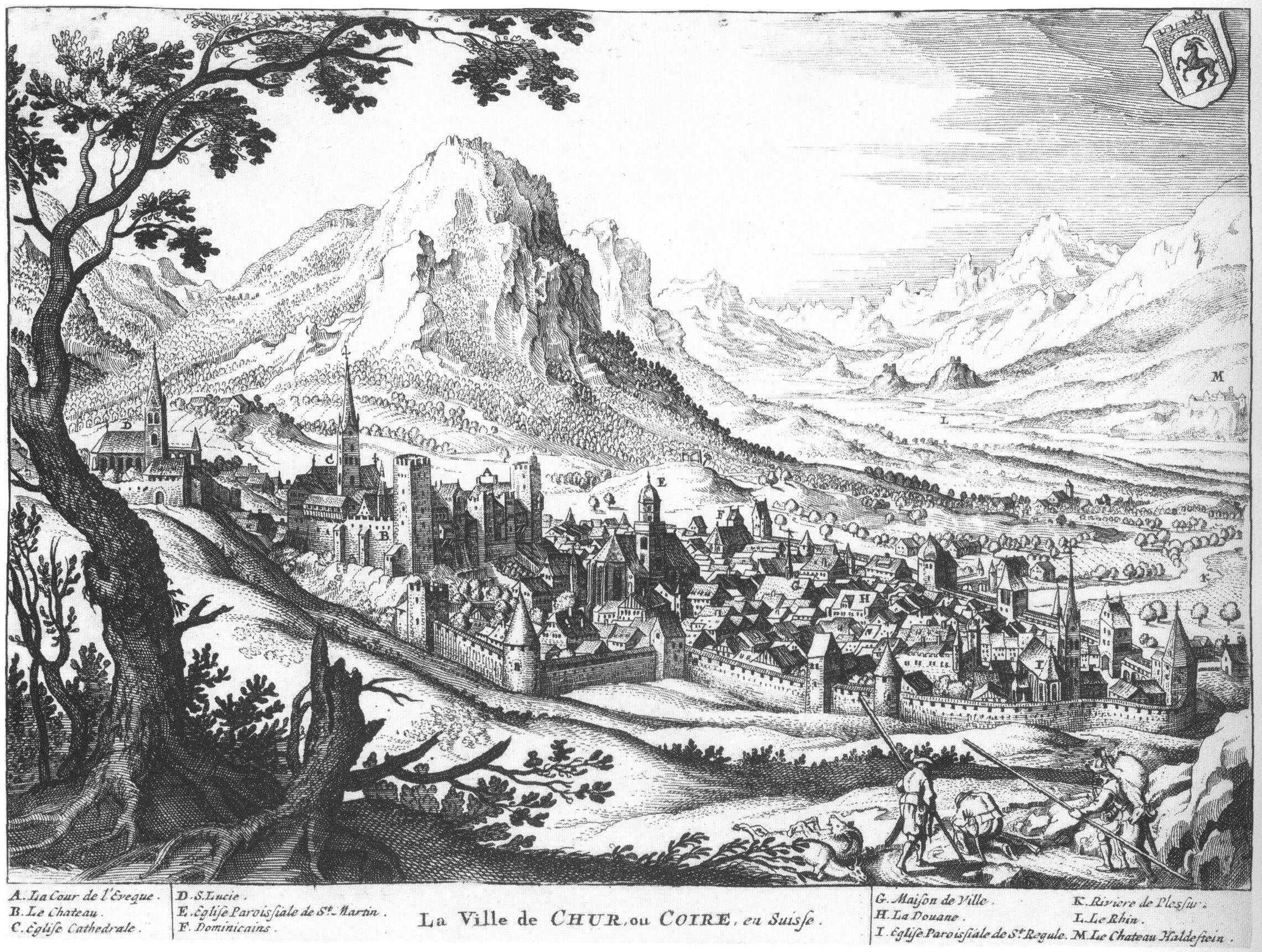
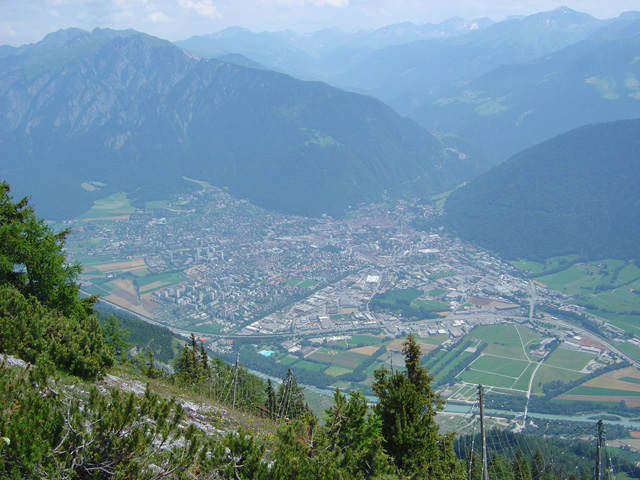
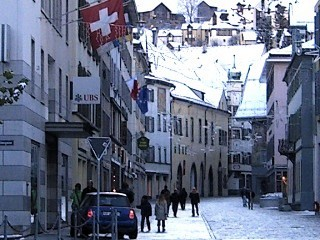
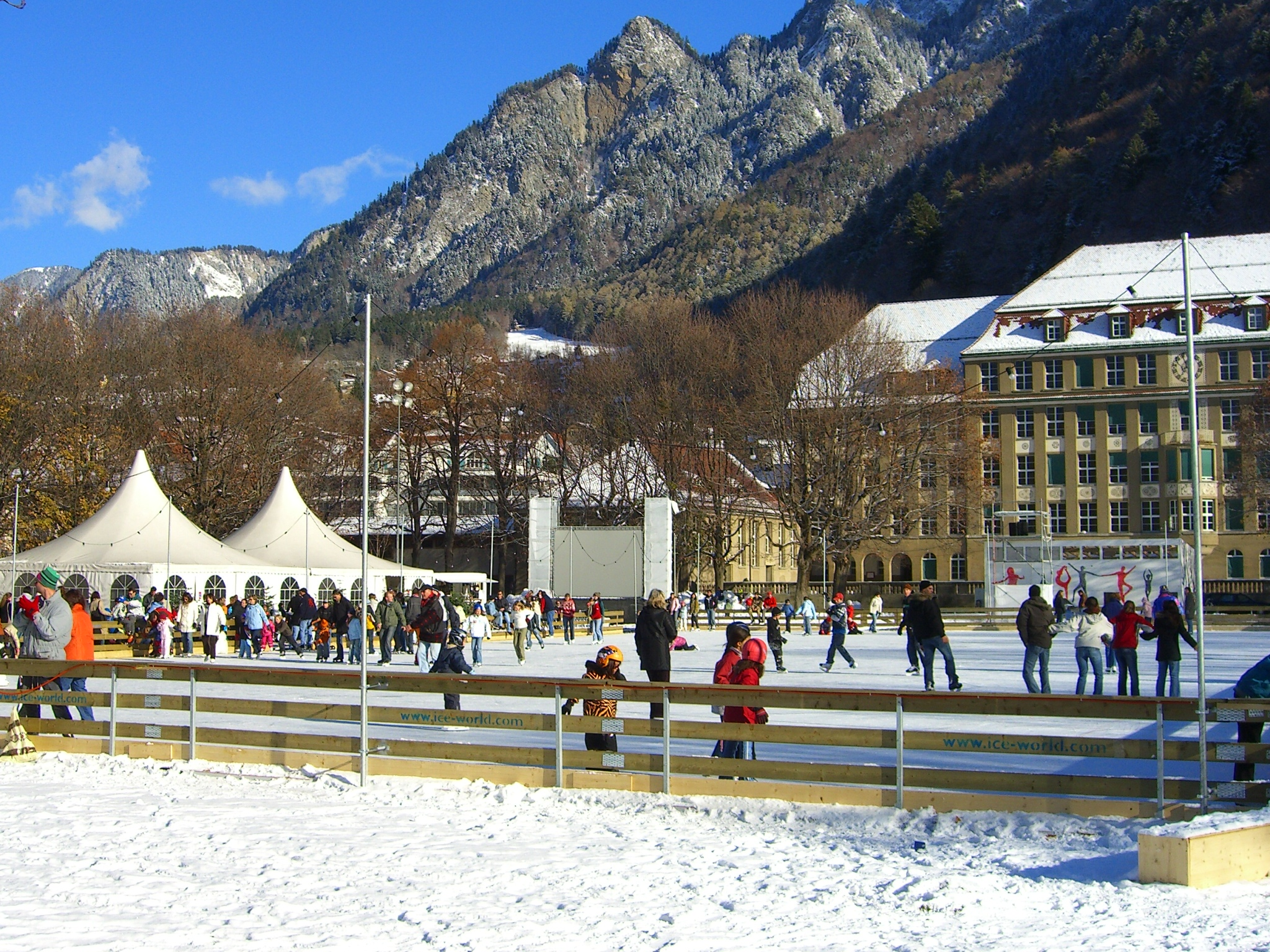
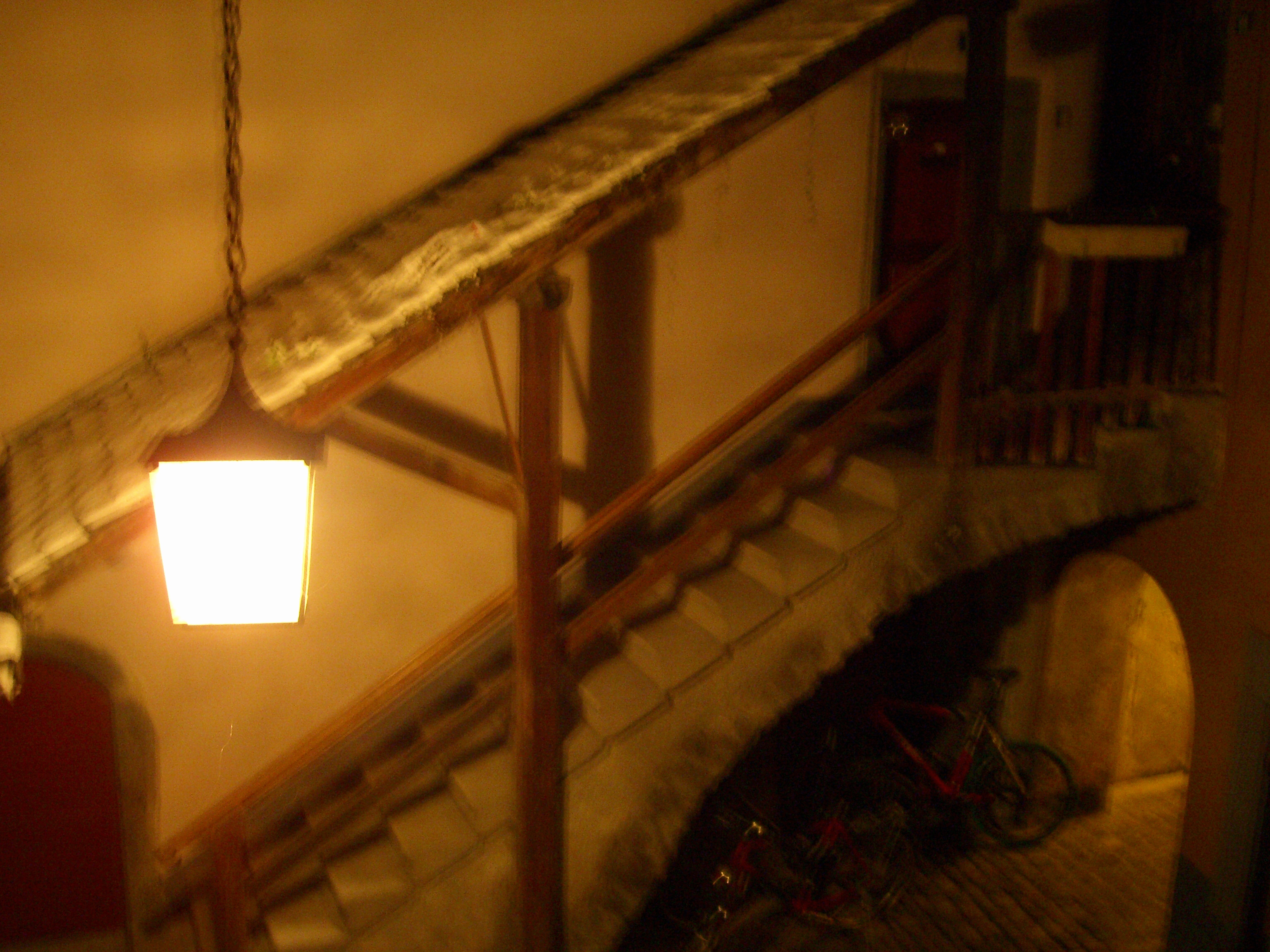
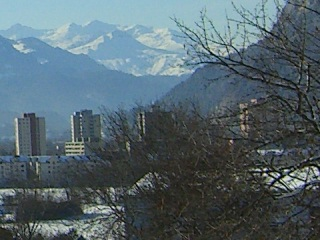
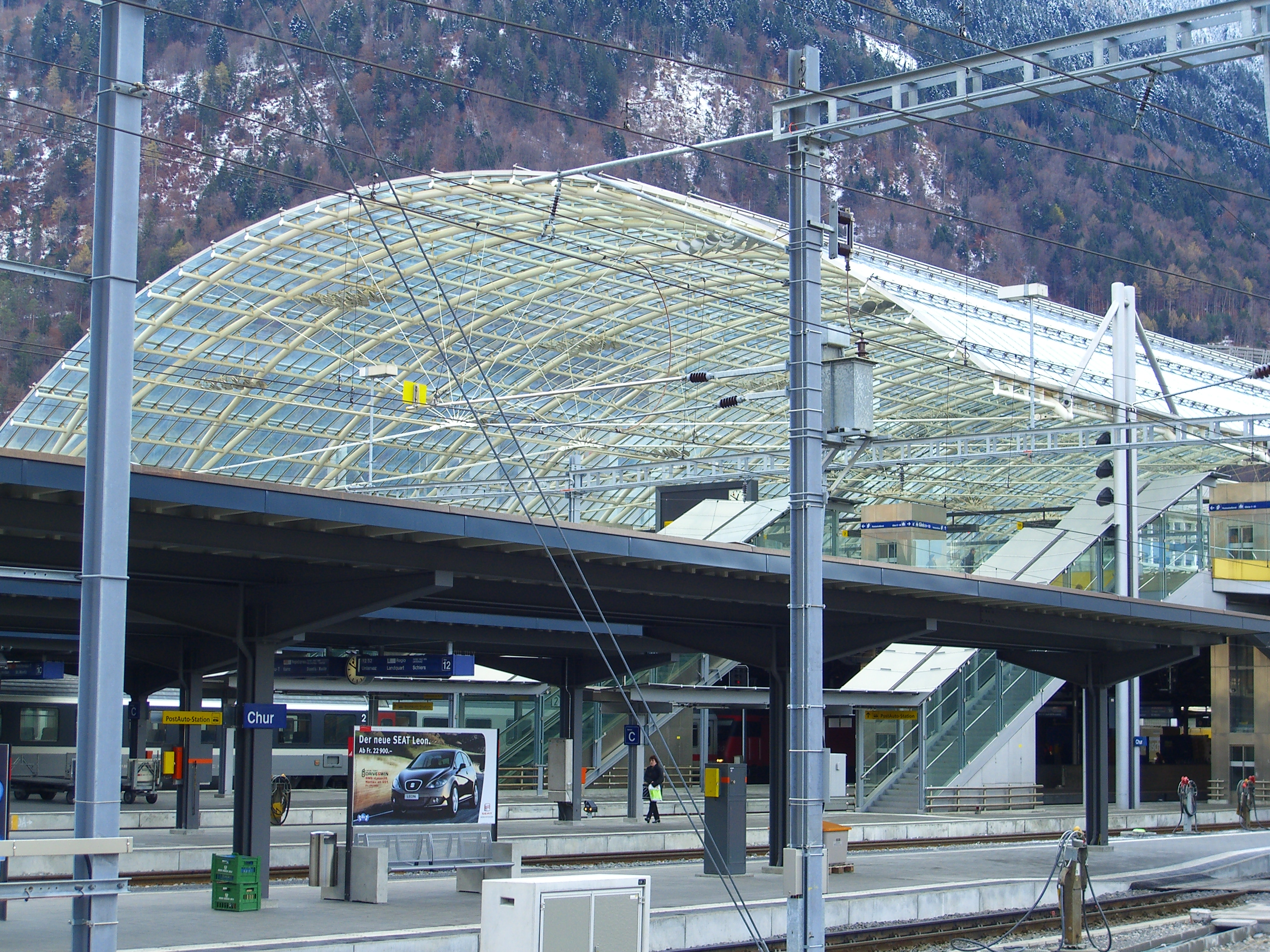
Вокзал
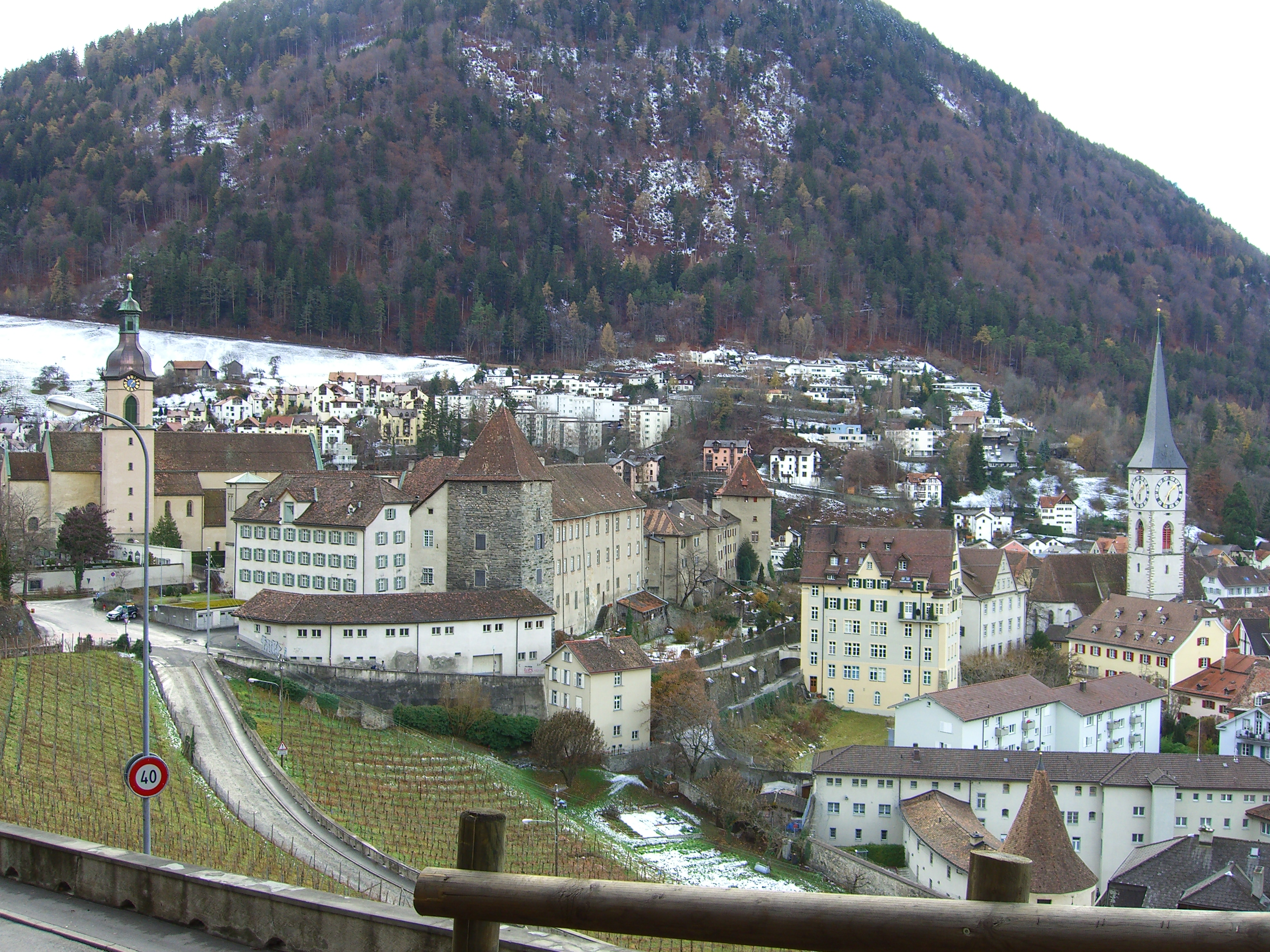
Замок
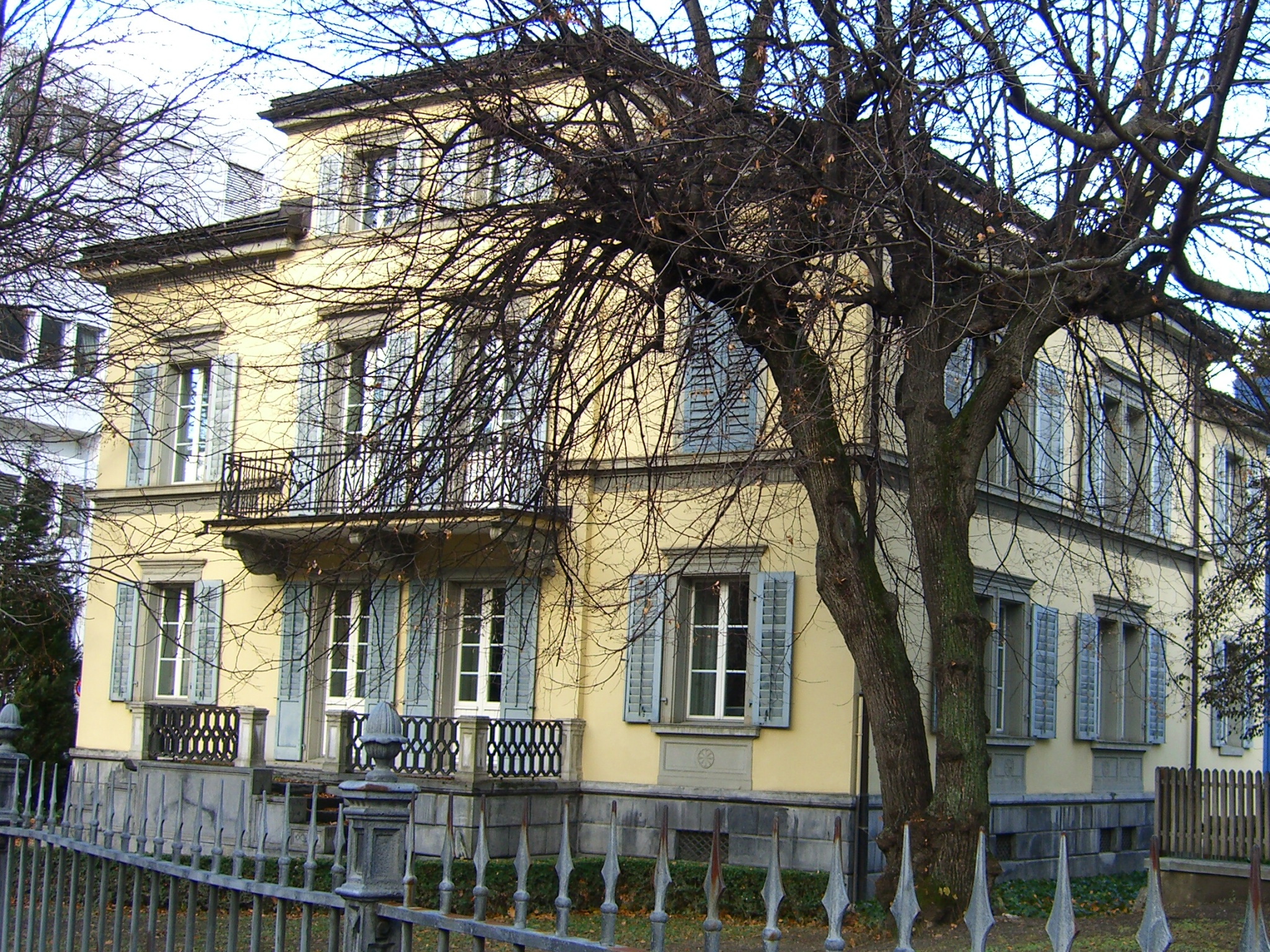
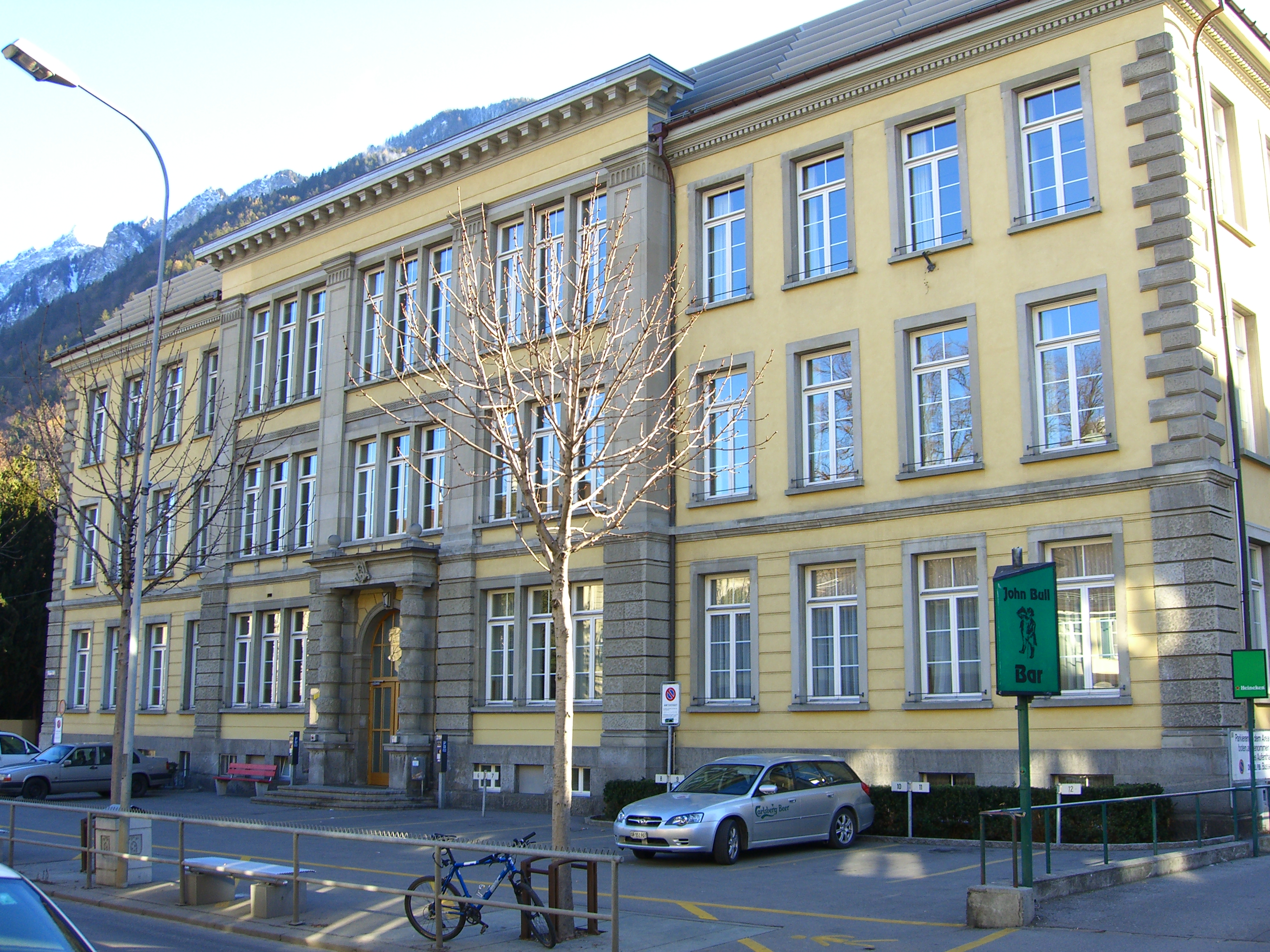
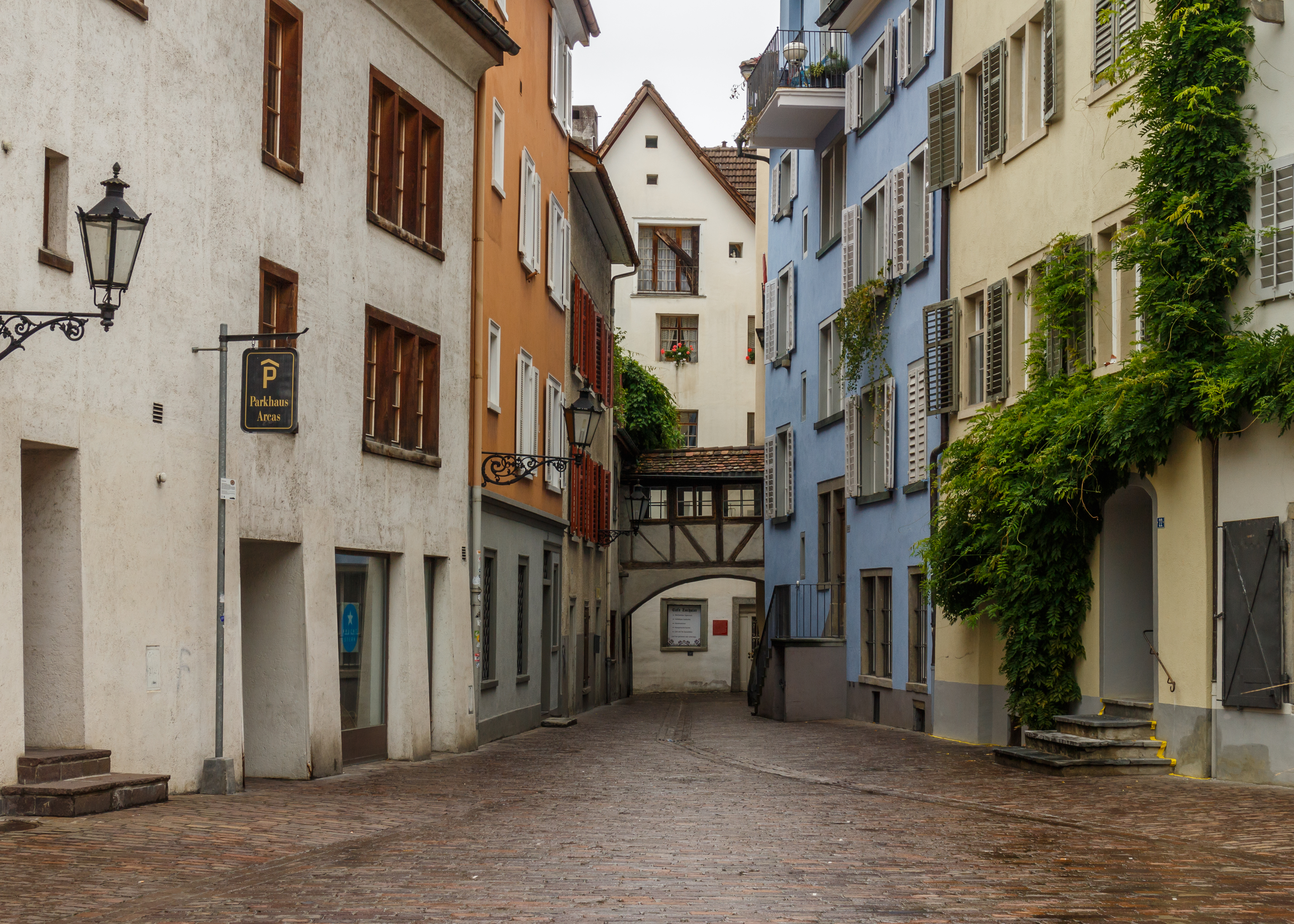
Старе місто